# Paul Belaiche-Daninos
Pour les articles homonymes, voir Daninos.
Paul Belaiche-Daninos est un écrivain français, lauréat de l’Académie française, né à Constantine, en Algérie, le 16 février 1933.

## Biographie
Après des études de médecine en Algérie, il s'installe en France et plus particulièrement 
à la Courneuve dans la Cité des 4000 où sont entassés les rapatriés d’Algérie. Il crée le Centre médical d’Orgemont à Épinay-sur-Seine.
En 1972, il est nommé médecin-chef au DUMENAT de l'UER de l'Université Paris-XIII.
En 1973, il est nommé Professeur de pharmacologie clinique à l'Université de Sienne en Italie. Passionné de cinéma, il crée la Cinémathèque du Lubéron à Ménerbes.
À la retraite, passionné d'histoire, il commence une carrière d'écrivain avec Les soixante-seize jours de Marie-Antoinette à la Conciergerie, édité par Actes Sud et reçoit le prix Jacques de Fouchier de l’Académie française en 2006.

## Distinctions
- 1979 : Président fondateur de L’Institut national de phytothérapie
- 1984 : Reçu à la Fondation Carlo Erba de Milan
- 1984 : Nommé médecin-chef de département à l’U.E.R de Paris  XIII pour la recherche et l’enseignement
- 1987 : Chevalier de l'ordre national du Mérite
- 1988 : Chevalier de la Légion d’honneur

## Prix littéraire
- 2006 : Prix Jacques-de-Fouchier de l’Académie française

### Ouvrages médicaux
- Le grand traité de Phytothérapie et d’Aromathérapie en 10 volumes, 1979, Maloine éditeur Paris
- Publication du numéro 1 du journal Phytotherapy, 1981
- Encyclopédie  des Médecines Naturelles, 1987
- Publication de la « Maladie Invisible », 1994
- Comment traiter son angoisse et sa fatigue sans se droguer. Les plantes et les oligoéléments pour vaincre la spasmophilie, 1997, Robert Laffont
- Comment traiter la spasmophilie sans se droguer ?, 2001, Marabout

### Ouvrages littéraires
- Les soixante-seize jours de Marie-Antoinette à la Conciergerie, Tome 1  : La conjuration de l'œillet, Actes sud, 2006. Couronné par l'Académie française.
- Les soixante-seize jours de Marie-Antoinette à la Conciergerie, Tome 2 : Un procès en infamie, Actes sud, 2007
- La Révolution fracassée : la Justice du baron de Batz, Actes sud, octobre 2013